# مستر بین (قسمت مستر بین)
«مستر بین» قسمت آزمایشی مجموعه تلویزیونی بریتانیایی مستر بین است که توسط تلویزیون تایگر برای تلویزیون تامز تهیه شده است. این قسمت برای اولین بار در ۱ ژانویه ۱۹۹۰ از شبکه آی‌تی‌وی پخش شد و ۱۳٫۴۵ بیننده در طول پخش اولیه آن را تماشا کردند.
این قسمت توسط بن التون، ریچارد کرتیس و روآن اتکینسون شده است، همچنین مهمانان ویژه‌ای چون ریچارد برایرز، پل باون و رودولف والکر (که بعداً با اتکینسون در خط باریک آبی همبازی شد) در این قسمت حضور داشتند. همچنین آهنگساز موسیقی تیتراژ، هوارد گودال نیز در این قسمت حضوری افتخاری داشت.

## داستان

### بخش ۱: امتحان
مستر بین برای امتحان ریاضی دیر کرده است و با سرعت از یک خودروی رلیانت رگال آبی با خودروی مینی خودش (که بعداً در طول مجموعه تبدیل به یک معضل تبدیل می‌شود) عبور می‌کند و آن را از کنار جاده خارج می‌کند و در این فرایند تقریباً آن را واژگون می‌کند. او به کالجی که قبلاً در آن شرکت کرده بود می‌رسد، بین جایش را در کنار یکی از همکلاسی‌هایش (پل باون) پیدا می‌کند که او از بین دربارهٔ بازبینی‌اش می‌پرسد. بین در پاسخ می‌گوید که او بر روی مثلثات تمرکز کرده است، اما دانش‌آموز می‌گوید که حسابان خوانده است. سپس بین می‌گوید که او معتقد است در امتحان سال قبل تمرکزش بر روی حسابان بود. او دانش‌آموز دیگر را نگران می‌کند، درحالی که بین به خاطر فریب دادن او به خودش پوزخند می‌زند. مراقب (رودولف والکر) اعلام می‌کند که امتحان تا دو دقیقه دیگر آغاز می‌شود. در طول این دو دقیقه، بین با بیرون آوردن مقدار زیادی خودکار، همچنین یک عروسک پلیس، یک عروسک پلنگ صورتی و یک ساعت زنگ‌دار میکی موس خود را آماده می‌کند. او زنگ ساعت را برای زمان اتمام امتحان تنظیم می‌کند.
امتحان شروع می‌شود و بین وقتی یک کاغذ حسابان را از پاکت بیرون می‌آورد وحشت می‌کند (چون او اصلاً حسابان نخوانده بود). او به تدریج ناامید می‌شود و نمی‌داند چگونه به امتحان پاسخ دهد، بنابراین بیشتر وقت را صرف تقلب و کپی کردن پاسخ‌های دانش‌آموز دیگر می‌کند (حتی تا جایی که کاغذ دانش‌آموز را زمانی که حواسش در یک نقطه پرت می‌شود، می‌دزد)، اما هر یک از تلاش‌هایش با شکست مواجه می‌شود. در نهایت، بین تسلیم می‌شود و فریاد می‌زند «اوه، مامان!» و سرش را روی میز می‌گذارد و تا پایان امتحان می‌خوابد.
دو دقیقه قبل از پایان، مراقب راهنمایی می‌کند که باید با کاغذها چه کرد. از اینجا، بین متوجه می‌شود که دو کاغذ در پاکت وجود دارد – یک کاغذ حسابان به رنگ سبز و یک کاغذ مثلثات به رنگ سفید، که بر هر دانش‌آموز حق انتخاب داده می‌شود (اگرچه مراقب منطقاً باید این را در ابتدا بیان می‌کرد). بین کاغذ مثلثات را بیرون می‌آورد و سعی می‌کند آن را با عجله کامل کند. اما جوهر خودکارش تمام شده است و چیزی نمی‌نویسد، بنابراین خودکار دانش‌آموز دیگر را می‌دزدد (خودکارهای زیادی را که به همراه خود آورده بود فراموش می‌کند). متأسفانه امتحان تمام می‌شود و مراقب به دانش‌آموزان دستور می‌دهد که دست از نوشتن بردارند. اما بین مصمم است امتحان را تمام کند و به نوشتن ادامه می‌دهد، سرانجام وقتی مراقب با عصبانیت برای بار سوم از او می‌خواهد که دست از نوشتن بردارد، متوقف می‌شود. در این لحظه، ساعت زنگ‌دار او شروع به زنگ زدن می‌کند و بین دیوانه‌وار سعی می‌کند آن را خاموش کند.

### بخش ۲: ساحل
بعد از امتحان، بین به سمت ساحل پیسهیون می‌رود، در طول مسیر، او بار دیگر رلیانت رگال را از جاده خارج می‌کند و به ساحل می‌رود. او مشتاقانه منتظر شنا در دریا است. اما به دلیل قرار گرفتن در معرض یک مرد (راجر اسلومن) که عینک آفتابی زده است و روی یک صندلی عرشه‌ای در همان‌جا نشسته است، متوجه می‌شود که نمی‌تواند تنه شنای خود را عوض کند. او نمی‌خواد از پله‌هایی که برای عوض کردن تنه‌اش بالا رفته است، برگردد. او تنه‌اش را روی شلوارش می‌گذارد و در نهایت موفق می‌شود شلوارش را با بیرون کشیدن یک پا، رد کردن ساقه شلوارش از میانه تنه‌اش و سپس کشیدن شلوارش از پای دیگر، درآورد. اگرچه نقشه او جواب می‌دهد، اما بین آن مرد را می‌بیند که عصای سفیدش را می‌گیرد و می‌رود و این نشان می‌دهد که او در تمام مدت نابینا بوده است.

### بخش ۳: کلیسا
پس از گردش در ساحل، بین در یک مراسم کلیسا شرکت می‌کند، او رلیانت رگال را از فضای پارکینگش در نزدیکی کلیسای استانمر بیرون می‌کشد. با رفتن به داخل، در حالی که سرود «پدر ابدی، قوی برای نجات» تمام شده است، کنار آقای اسپروت (ریچارد برایرز) می‌نشیند. در حالی که نائب (با صدای روآن اتکینسون خارج از صفحه) خطبه خود را ایراد می‌کند، بین با صدای بلند عطسه می‌کند و متوجه می‌شود که باید بینی خود را پاک کند، او به‌طور مؤثری از آستر یکی از جیب‌های کت خود برای انجام این کار استفاده می‌کند، زیرا دستمال ندارد. او که خطبه را بسیار کسل کننده می‌داند، برای بیدار نگه داشتن خود دست به هر کاری می‌زند و در نهایت سعی می‌کند یک شیرینی در دهانش بگذارد. با این حال، چشم هوشیار آقای اسپروت باعث می‌شود که بین چند بار این موضوع را پنهان کند. درست زمانی که سرود دوم، «همه مخلوقات خدا و پادشاه ما» در شرف خواندن است، او به‌طور تصادفی شیرینی را در پیراهن خود می‌اندازد. در حالی که سرود در حال انجام است، بین موفق می‌شود شیرینی را از میان پیراهن و شلوارش حرکت دهد و آن را از روی زمین بردارد. وقتی سرود به پایان می‌رسد، بین سعی می‌کند آن را بخورد، در حالی که آقای اسپروت در آخرین ثانیه به او نگاه می‌کند و بین مجبور می‌شود به‌طور تصادفی آن را در جیبی که برای پاک کردن بینی‌اش استفاده می‌کرد، بگذارد، که باعث آزردگی بین می‌شود.
در حالی که تیتراژ پایانی پخش می‌شود، مستر بین دوباره در حال رانندگی با مینی خود دیده می‌شود و بار دیگر با رلیانت مواجه می‌شود، اما او به مسیر اشتباه در جاده یک‌طرفه می‌پیچد و با خودروی خود تصادف می‌کند (خارج از صفحه) در حالی که رلیانت از آنجا عبور می‌کند. بین در حالی که صدمه ندیده بیرون می‌آید و بلافاصله از جاده دیگر فرار می‌کند. اندکی بعد چرخی از مینی او از تصادف پرش کرده و روی پیاده‌رو می‌غلتد.

## بازیگران
- روآن اتکینسون در نقش مستر بین و جانشین (خارج از دوربین
- پل باون در نقش هم‌دانش‌آموز
- رودولف والکر در نقش مراقب امتحان
- راجر اسلومن در نقش مرد نابینا در ساحل
- هوارد گودال در نقش ارگ‌نواز کلیسا
- ریچارد برایرز در نقش آقای اسپروت

## تولید
پس از موفقیت اتکینسون با شخصیتش در هنگام معرفی در جشنواره کمدی فقط برای خنده‌ها در سال ۱۹۸۷ در مونترآل، فیلم‌نامه‌ای توسط بن التون نوشته شد و این تنها فیلم‌نامه‌ای بود که او برای مجموعه نوشت. تلویزیون تامز در سال ۱۹۸۹ اجرای آزمایشی را سفارش داد. رئیس شرکت لایت انترتینمنت، جان هاوارد دیویس، شخصاً بر سه قسمت اول مجموعه به عنوان تهیه‌کننده و کارگردان نظارت داشت.
قسمت آزمایشی در اواخر سال ۱۹۸۹ تولید شد و صحنه‌ها در اطراف نواحی پیسهیون و استانمر در ساسکس شرقی بر روی نوار ویدئویی پخش خارجی فیلم‌برداری شد، از جمله خانهٔ استانمر و کلیسای استانمر. صحنه‌های داخلی در مقابل تماشاچیان زنده در مجتمع استودیوهای تدینگتون در تامز ضبط شد.
از آنجایی که این قسمت صرفاً آزمایشی بود، به سادگی «مستر بین» نام داشت و فاقد عناوین آغازین و آهنگ تم کورال بود. در عوض، عنوان این قسمت همراه با تیتراژ اولیه در صحنه حضور بین در سالن امتحان، با تیتراژ پایانی در صحنه پایانی قرار گرفت. نسخه بازسازی شده این قسمت عناوین ابتدایی استاندارد را اضافه می‌کند و تیتراژ را از صفحه آغازین حذف می‌کند.
در سال ۱۹۹۱، اعلام شد که فاکس قرن بیستم یک اقتباس سینمایی از مستر بین در دست ساخت دارد. آنها بخش ۱ را به یک فیلم کوتاه تبدیل کردند: مستر بین امتحان می‌دهد و آن را به فیلم‌های سینمایی خود پیوست کردند. این قسمت همچنین در نسخه اجاره‌ای بریتانیا زبر و زرنگ‌ها! قسمت دوم گنجانده شد. جان مک‌گلین نقش همکلاسی و جان ساویدنت نقش مراقب امتحان را به تصویر کشید.

### جوایز و میراث
قسمت آزمایشی برنده جایزه گلدن رز ۱۹۹۰ شد، با طرح کلیسا که بعداً توسط روآن اتکینسون و آنگوس دیتون به عنوان بخشی از یک تور کمدی در سال ۱۹۹۱ به صورت زنده اجرا شد. همچنین این طرح الهام‌بخش خط داستانی «شعاع الشمس» از مستر بین: مجموعه پویانمایی بود.